# Bazylika św. Marii w Bangalore
Bazylika św. Marii w Bengaluru – rzymskokatolicka bazylika w Bengaluru, w archidiecezji Bangalore.
Bazylika została wzniesiona w latach 1875–1882 na miejscu kilku starszych świątyń. Jej poświęcenia dokonał 8 września 1882 Joannes Maria Coadou, apostolski wikariusz Mysore. W ceremonii udział wzięło 35 innych kapłanów oraz czterotysięczna społeczność katolicka Bangalore. W końcu XIX wieku w oknach bazyliki umieszczono wykonane we Francji witraże. Zostały one zdemontowane w czasie II wojny światowej i zainstalowane ponownie w 1947.
26 września 1973 papież Paweł VI nadał świątyni tytuł bazyliki mniejszej.
W związku ze wzrostem liczby ludności Bangalore i popularności sanktuarium wśród wiernych, w II poł. XX wieku świątynia została rozbudowana. W latach 2005–2007 miał miejsce całkowity remont obiektu.
Bazylika reprezentuje styl neogotycki i jest wzniesiona na planie krzyża. Długość kościoła wynosi 172 stopy, szerokość – 50. Wieża budynku wznosi się na wysokość 60 stóp.
Głównym przedmiotem kultu w kościele jest figura Matki Boskiej z Dzieciątkiem.